# Bierberg (Dassel)
Der Bierberg ist ein rund 270 Meter hoher Berg im Sollingvorland bei Dassel.

## Geographie
Die aus Muschelkalk aufgebaute Erhebung liegt nordöstlich der Stadt Dassel am Dasseler Becken und schließt sich südlich an die Amtsberge an. Am südlichen Fuß des Bierberges fließt die Ilme.

## Name
Der Name wird etymologisch zurückgeführt auf das mittelhochdeutsche Wort „biege“ (beugen) nach einer 1654 dokumentierten Bezeichnung „Bieher“. An einer Geländeeintiefung auf der Nordwestseite, die in den 1960er Jahren als Deponie genutzt und dadurch verfüllt wurde, dienten in der frühen Neuzeit in dem dortigen Kalkfels angelegte Felsenkeller zur Lagerung von Bier. Dadurch schliff sich die frühere Bezeichnung allmählich zu der heutigen ab.

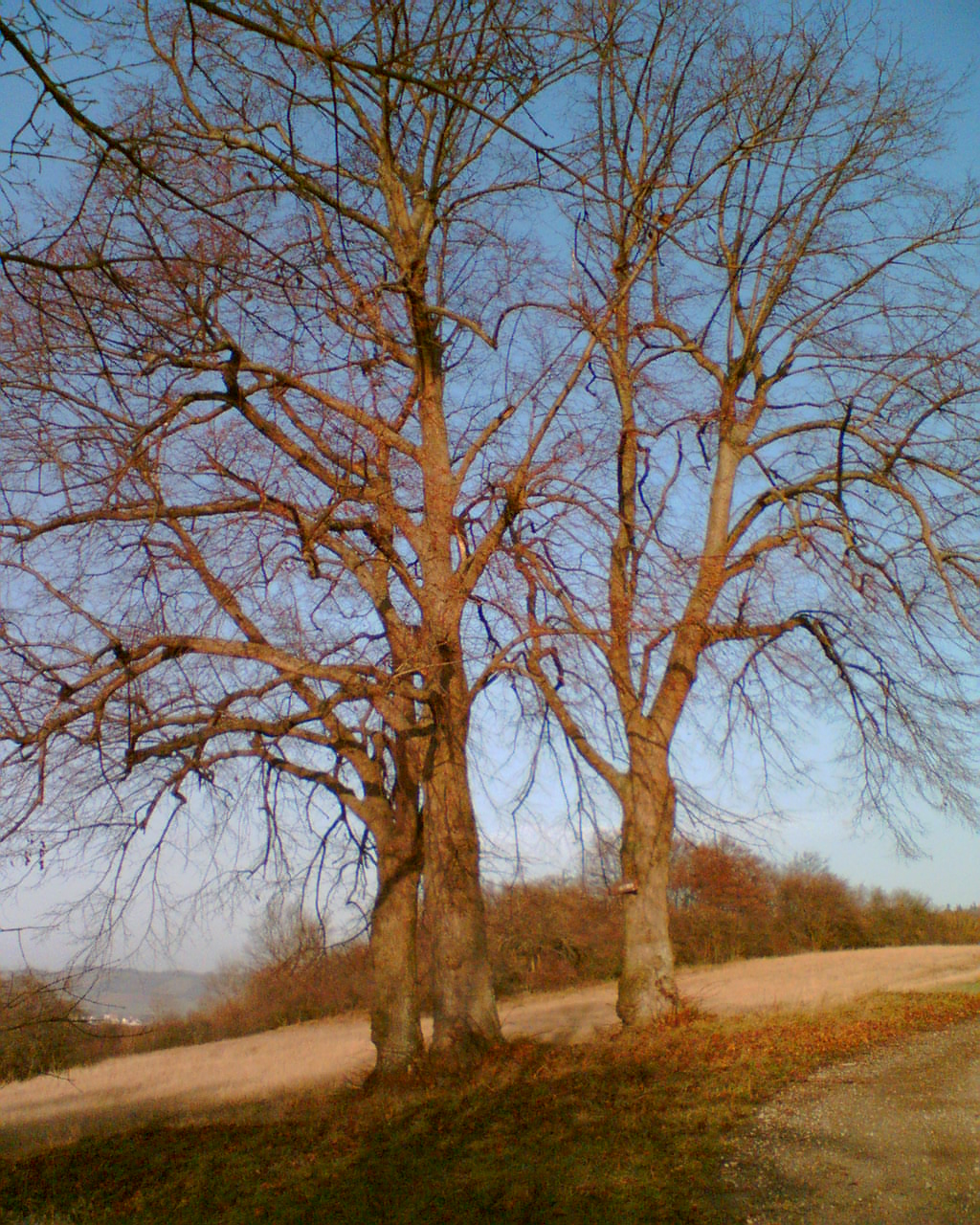
Aussichtspunkt Drei Linden

## Nutzung
Der Berg wird weitgehend für den Ackerbau genutzt. Dies wurde möglich, nachdem 1798 dreißig Morgen Alteichenbestand gefällt worden waren. An der Südwestseite wurde aus einem Steinbruch bis nach dem Zweiten Weltkrieg Kalkstein gewonnen. Auf dieser Bergseite wurde in den 1980er Jahren eine Siedlung angelegt. Am südlichen Bergfuß befindet sich die Paul-Gerhardt-Schule Dassel nahe der Ilme. Die unebenen oder steilen Flurstücke des Bierberges sind verbuscht oder bilden Feldgehölzinseln.
Eine mit drei Linden bepflanzte Stelle auf der Westseite ist ein Aussichtspunkt, von dem aus man die Altstadt von Dassel, den östlichen Solling sowie Mackensen und Sievershausen ausmachen kann.